# 桶里駅
桶里駅（トンニえき）は、かつて大韓民国江原道太白市に存在した韓国鉄道公社（KORAIL）嶺東線の駅である。
ソラントンネル開通に伴う嶺東線のルート変更に伴い、2012年に廃止され、近くの東栢山駅がその代替となった。

## 歴史
- 1940年8月1日：開業。
- 1963年5月10日：新駅舎竣工。
- 2012年6月27日：ソラントンネルの開業に伴い廃止[1]
- 2014年10月24日：チューチューパークスイッチバックトレインの運行開始